# Послання з Марса (фільм, 1913)
«Послання з Марса» — британський науково-фантастичний німий фільм 1913 року режисера Дж. Воллетта Воллера. За даними Британського інституту кінематографії, це перший британський науково-фантастичний фільм.
Сценарій фільму написали Воллер і Річард Ґентоні за п'єсою останнього 1899 року «Послання з Марса». 1912 року п'єса вийшла у вигляді книги, її авторство приписують Лестеру Лургану (вона ж Мейбл Ноулз) і Ґентоні. Історія схожа на «Різдвяну пісню» Чарльза Діккенса 1843 року, де йдеться про те, що багаті повинні піклуватися про бідних.

## Сюжет
Горас Паркер — надзвичайно егоцентрична, багата людина. Він не тільки скнара, але й очікує, що всі інші мають жити заради його особистих зручностей.
Паркер заручений з Мінні Темплер, але Мінні виявила егоїзм Паркера, і тому готова скасувати заручини.
Однак напередодні Різдва на Землю прибуває посланець із Марса, щоб показати Паркеру, що він помиляється. Вони двоє стають невидимими та підслуховують усі жахливі — і правдиві — речі, які говорять про нього друзі та родина Паркера.

## Реставрація
У вересні 2014 року Британський інститут кіно оголосив, що вони публікують відновлений фільм онлайн на своєму веб-сайті. Ця версія довша, в ній відновлено оригінальне забарвлення та тонування плівки.

## Акторський склад
| Актор           | Роль               |
| --------------- | ------------------ |
| Чарльз Готрі    | Горацій Паркер     |
| Е. Голман Кларк | Раміель            |
| Кріссі Белл     | Мінні Темплер      |
| Френк Гектор    | Артур Дайсі        |
| Губерт Вілліс   | бродяга            |
| Кейт Тіндейл    | тітка Марта        |
| Евелін Бомон    | Белла              |
| Ейлін Темпл     | місіс Кларемс      |
| Р. Кромптон     | бог Марс           |
| Б. Стенмор      | поранений          |
| Тоні Рейт       | дружина пораненого |

## Гасла
«Фантастична фотодрама в чотирьох частинах».